# Esch-sur-Sûre
Esch-sur-Sûre (lb. Esch-Sauer) – miejscowość i gmina (gemeng / commune / Gemeinde) w zachodnim Luksemburgu, w kantonie Wiltz. Do 3 października 2015 gmina leżała w dystrykcie Diekirch. Siedziba administracyjna gminy znajduje się w miejscowości Eschdorf. Liczy 3188 mieszkańców (1 stycznia 2024).

## Podział administracyjny
Do gminy należy 14 miejscowości, w tym 12 (Uertschaft) oraz dwa lieu-dit: 
1. Bonnal (Bommel)
2. Bourgfried (Buerfelt / Burgfried), lieu-dit
3. Dirbach (Dierbech)
4. Esch-sur-Sûre (Esch-Sauer)
5. Eschdorf (Eschduerf)
6. Fond de Heiderscheid (Heischtergronn / Heiderscheidergrund)
7. Heiderscheid (Heischent)
8. Hierheck, lieu-dit
9. Insenborn (Ënsber)
10. Lultzhausen (Lëlz)
11. Merscheid (Mëtscheed)
12. Neunhausen (Néngsen)
13. Ringel (Réngel)
14. Tadler (Toodler)